# Le Survivant (film, 1996)
Pour les articles homonymes, voir Le Survivant (homonymie).
Pour plus de détails, voir Fiche technique et Distribution.
Le Survivant est un film dramatique historique épique iranien de 1996 sur le conflit israélo-arabe, avec Salma Al-Masri, Alaa El Din Koksh, Ghassan Massoud et Jamal Suleiman. Le scénario est basé sur le roman Retour à Haïfa de l'auteur palestinien Ghassan Kanafani paru en 1969. Le film parle de la déclaration d'indépendance israélienne et de son gouvernement à Haïfa en 1948.

## Synopsis
Dr Saeid, sa femme (Latifeh) et leur bébé (Farhan) vivaient à Haïfa lors de l'indépendance d'Israël en 1948. Dr Saeid a vu Shamoon, son voisin d'enfance juif et camarade de jeu, tandis que Shamoon tentait de faire exploser un train et il a informé la police de l'incident. Shamoon, qui était au pouvoir à Haïfa, a décidé de se venger du Dr Saeid en essayant de le faire quitter la ville (comme le montre le film, comme beaucoup d'autres communautés arabes qui ont quitté la ville de manière obligatoire). Le Dr Saeid a défié Shamoon mais sa mère (Safieh) est venue à Haïfa pour le persuader de quitter la ville. Finalement, Dr Saeid a persuadé de quitter la ville avec sa famille, mais lors de leur dernier jour à Haïfa, les forces israéliennes envahissent la ville et Dr Saeid et sa femme ont été tués. Farhan, le seul survivant, est resté seul chez eux pendant trois jours. Une famille juive s'est installée dans leur maison et a pris la tutelle de Farhan. Safieh est entrée dans la maison en tant que nounou pour libérer le survivant de la famille juive. Bien qu'elle n'ait pas nié sa descendance, elle a utilisé une fausse identité et a dénoncé les parents de Farhan pour le laisser seul à la maison et échapper à sa vie. Le mari de Safieh, qui participait à une lutte armée contre les forces israéliennes, prévoyait de bombarder un train transportant principalement des personnes et des troupes juives. Safieh a accepté de les aider en transportant à son bord les bagages contenant des bombes. Shamoon, Farhan et ses tuteurs juifs faisaient partie des passagers. Dès que la véritable identité de Safieh a été révélée, Safieh a sauté du train à terre. Même si elle a été grièvement blessée, le survivant est resté en bonne santé. Dans la dernière scène, une explosion Flash était visible tandis que Safieh murmurait le Coran et serrait le survivant dans ses bras.

## Distribution
- Salma Al-Masri : Safiyeh, grand-mère et directrice d'école
- Alaa El Din Koksh : Rashid
- Ghassan Massoud : Shamoon
- Alaa El Din Koksh : Rashid